# Чеславка
Чеславка — упраздненный в 2023 посёлок в Кусинском районе Челябинской области. Входил в Кусинское городское поселение.

## География
В посёлке расположен одноимённый остановочный пункт.

## Население
| 1970 | 1977 | 1983 | 2002 | 2010 | 2021 |
| ---- | ---- | ---- | ---- | ---- | ---- |
| 108  | ↘83  | ↘69  | ↘20  | ↘13  | ↘0   |

Гендерный состав
По данным Всероссийской переписи 2010 года численность населения посёлка составляла 13 человек (6 мужчин и 7 женщин).

## Улицы
Уличная сеть посёлка состоит из 3 улиц.